# Glitch art

Esempio di Glitch Art che ricorda un video difettoso di Michael Betancourt.

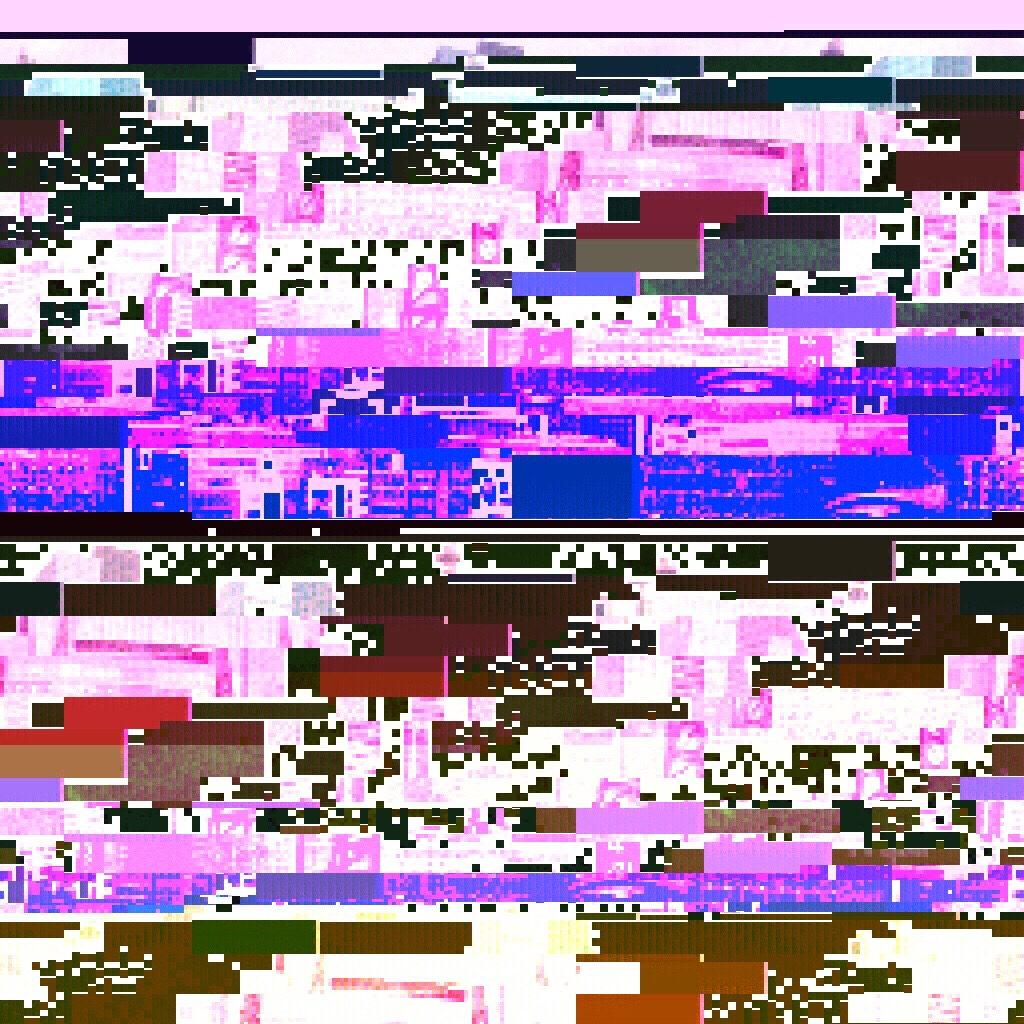
Esempio di glitch art

La glitch art è la pratica che consiste nell'utilizzare degli errori digitali o analogici a fini estetici. La glitch art può quindi far riferimento a un'immagine fissa oppure a un video in cui sussistono vari difetti visivi. Coloro che realizzano glitch art "catturano" l'immagine distorta durante la riproduzione di un filmato o manipolano la figura o i file digitali, software o hardware, di un video. Gli artisti della glitch art comprendono Len Lye, che realizzò il pionieristico A Color Box (1935), Nam June Paik, ricordato per video sculture come TV Magnet (1965), e Cory Arcangel, che realizzò Panasonic TH-42PWD8UK Plasma Screen Burn (2007).

## Tecniche
Secondo il critico statunitense Michael Betancourt, esisterebbero cinque tecniche principali usate per realizzare la glitch art: la manipolazione dei dati o (databending o data manipulation), il disallineamento (misalignment), l'errore hardware (hardware failure), la distorsione di suoni (misregistration) e l'alterazione di fonti visive al fine di generare artefatti di compressione (distortion).

### Manipolazione di dati

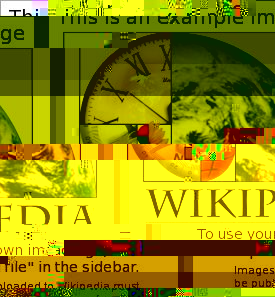
Immagine in databending

La manipolazione dei dati o databending consiste nel modificare le informazioni all'interno del file digitale per creare dei glitch. In un suo tutorial, Adam Woodall dichiara:
 Similmente, il datamoshing consiste nel modificare i dati in un file video o di immagine. Gregory Zimman dichiarò:
 Questo processo di manipolazione diretta dei dati digitali non è limitato ai file che appaiono solo su schermi digitali. Il "glitching del modello 3D" si riferisce alla corruzione intenzionale del codice nei programmi di animazione 3D che si traduce in immagini distorte e astratte di mondi virtuali 3D, modelli e persino oggetti stampati in 3D.

### Disallineamento
I glitch di disallineamento vengono generati aprendo un determinato file digitale con un programma progettato per elaborare file di diverso tipo. Ciò si verifica, per esempio, aprendo un file video con un programma destinato a dei file audio, oppure utilizzando un codec errato per decomprimere un file. L'artista Jamie Boulton, descrive il modo in cui la tecnica del disallineamento produce degli errori quando viene utilizzato Audacity, notando che questi glitch dipendono dal modo in cui il programma gestisce i file, anche quando non sono codificati audio:

### Errore hardware
Un errore hardware si verifica alterando il cablaggio fisico o altri collegamenti interni dello strumento stesso, come avviene ad esempio durante un cortocircuito. Tale processo, chiamato "circuit bending", fa sì che la macchina produca degli errori da cui scaturiscono suoni e immagini. Ad esempio, danneggiando pezzi interni di un apparecchio, come un lettore VHS, esso mostrerà sullo schermo del televisore diverse immagini colorate. L'artista video Thomas DeFanti spiegò il meccanismo del glitch hardware che distorce una voce fuori campo in Digital TV Dinner di Jamie Fenton, uno dei primi esempi di glitch art, realizzato con una console per videogiochi Bally:
 Colpire la custodia del sistema di gioco causa la fuoriuscita della cartuccia del gioco e il computer cesserebbe di funzionare. Le anomalie risultanti da questo errore sarebbero causate dal come è impostato il sistema videoludico:

### Distorsione dei suoni
La glitch art può essere realizzata rovinando o danneggiando deliberatamente dei supporti analogici come, ad esempio, i CD e i DVD, affinché essi producano dei suoni distorti. Il compositore di musica elettronica Kim Cascone spiegò tale processo nel 2002:

### Artefatto da compressione
Uno dei primi tipi di glitch di cui si ha memoria sono gli artefatti da compressione. Fra gli artisti che ne facevano uso vi era Nam June Paik, che piazzava potenti magneti in prossimità dello schermo televisivo, dando così origine a motivi astratti. L'applicazione di interferenze fisiche di Paik cambiava il modo in cui l'immagine di trasmissione veniva visualizzata:
 Registrando le distorsioni analogiche risultanti con una fotocamera, esse possono quindi essere mostrate senza la necessità del magnete.
Gli artefatti di compressione sono distorsioni causate dall'applicazione della compressione dati lossy. Rosa Menkam si avvale spesso di artefatti di compressione, e soprattutto di blocchi DCT, presenti nella maggior parte dei formati di compressione dei dati multimediali digitali, fra cui immagini JPEG e audio MP3. Un altro esempio di glitch art realizzata usando espedienti simili è Jpegs di Thomas Ruff, ove l'immagine venne realizzata utilizzando artefatti JPEG.